# Francesco Carenzi
Angelo Francesco Carenzi (Novi, 12 agosto 1837 – Roma, 22 giugno 1897) è stato un generale italiano, che fu Comandante generale dell'Arma dei Carabinieri del Regno d'Italia dal 16 settembre 1896 al 22 giugno 1897. Fu Sottosegretario di stato alla guerra nel Governo di Rudinì I, e deputato alla Camera del Regno nella XVII Legislatura (10 dicembre 1890-10 ottobre 1892), nella XVIII Legislatura (23 novembre 1892-13 gennaio 1895), e infine nella XIX Legislatura (10 giugno 1895-2 marzo 1897).

## Biografia
Nacque a Novi il 12 agosto 1837, figlio di Francesco, di professione albergatore, e Maria Papa. Dopo aver compiuto gli studi medi superiori presso il Collegio "San Giorgio", frequentò per due anni la facoltà di matematica all'università di Genova, al fine di poter accedere successivamente alla Scuola di Ingegneria Navale Meccanica.  L'11 aprile 1859 si arruolò volontario nell'Armata Sarda, iniziando a frequentare la Regia Accademia Militare di Torino, a allo scoppio della seconda guerra d'indipendenza italiana, partì per combattere venendo promosso sul campo di battaglia al grado di sottotenente del 7º Reggimento fanteria (27 luglio 1859), su proposta del generale Enrico Cialdini comandante la Divisione dei volontari.
Trasferito al 19º Reggimento fanteria il 1 novembre dello stesso anno,  dopo aver frequentato il relativo corso ad Ivrea, il 15 settembre 1860 fu promosso tenente di fanteria transitando nel Corpo di Stato maggiore il 5 maggio 1861. Promosso capitano il 12 marzo 1863, con cui partecipò, nel 1866 alla terza guerra d'indipendenza italiana al fianco del re Vittorio Emanuele II, di cui diventò ufficiale di ordinanza, con il grado di capitano, e che gli fu a fianco negli ultimi momenti di vita. Divenuto maggiore del 69º Reggimento fanteria il 9 novembre 1872, fu nuovamente trasferito al Corpo di Stato maggiore il 15 luglio 1877.
Il 2 gennaio 1881, all'età di 44 anni, è promosso colonnello comandante del 49º Reggimento fanteria. e in seguito è ancora addetto al Comando del Corpo di Stato Maggiore. Nel 1884 viene nominato comandante in seconda della Scuola Militare di Modena.
Divenuto colonnello brigadiere, dal 2 ottobre 1887 comandò la Brigata Forlì e poi dal 10 agosto 1888, la Brigata "Granatieri di Sardegna", venendo promosso maggior generale il 24 settembre successivo. Nominato comandante dell'Accademia militare il 2 novembre 1890.
Nel 1894 è elevato al rango di tenente generale comandante la Divisione militare di Piacenza (3ª), ed insieme ricopre l'incarico di Aiutante di campo del re Umberto I. Nel 1896 successe come Comandante generale dell'Arma dei Carabinieri, al tenente generale Luigi Taffini d'Acceglio, ricoprendo tale incarico sino alla sua morte nel 1897. Come dotazione dell'arma introdusse in servizio il velocipede.
Pur continuando ad operare in ambito militare, inizia la sua carriera politica venendo eletto deputato di centro-sinistra al Parlamento Italiano per il Collegio di Voltri durante la XVII Legislatura (dal 10 dicembre 1890 al 10 ottobre 1892), e poi durante la XVIII (dal 23 novembre 1892 al 13 gennaio 1895), superando il candidato della Destra, Angelo Graffagni, fratello dell'ammiraglio Luigi, eroe della battaglia di Lissa, e infine nella XIX (dal 10 giugno 1895 al 2 marzo 1897).
Nel voto del 5 maggio 1892 fu tra coloro che segnarono la caduta del primo governo di Antonio Di Rudinì e nel successivo, guidato da Giovanni Giolitti ricopre la carica di Sottosegretario di Stato al Ministero della Guerra, allora retto dal generale Luigi Pelloux.
In predicato per essere nominato Senatore del Regno, si spense a Roma il 22 giugno 1897.

### Annotazioni
1. ↑  Cialdini lo tenne sempre in grande considerazione e in seguito lo volle per molto tempo sotto il suo comando.

### Fonti
1. 1 2 3 4 5 6 7 8  Novi Nostra.
2. ↑  Registro della Parrocchia di San Pietro a Novi Ligure, al n. 5947 dei nati e battezzati nell’anno di grazia 1837.
3. 1 2 3 4 5 6  Guerrini 1991, p. 758.
4. ↑   Annuario militare del regno d'Italia, 1895,  p. 274. URL consultato il 5 marzo 2022.
5. ↑  Novi online.
6. ↑   Annuario militare del regno d'Italia, 1897,  p. 13. URL consultato il 5 marzo 2022.
7. ↑   Annuario d'Italia, Calendario generale del Regno, 1892,  p. 89. URL consultato il 5 marzo 2022.